# 개평 (연호)
개평(開平, 907년 4월 ~ 911년 4월)은 후량(後梁) 태조(太祖) 주황(朱晃)의 첫번째 연호이다. 4년 1개월 가량 사용하였다.
개평 연호를 차용한 십국(十國) 국가는 민나라(閩, 909년 4월 ~ 911년 4월)이 있다.

## 개원
- 당(唐) 천우(天祐) 4년 4월 22일[1](907년 6월 5일)에 후량 개국 후, 연호를 개평(開平)으로 건원함.[2][3][4][5]

- 개평(開平) 5년 5월 1일[6](911년 5월 31일)에 연호를 건화(乾化)로 개원함.[7][3][8][5]

## 연대 대조표
| 개평       | 원년       | 2년             | 3년        | 4년        | 5년             |
| 서기(西紀) | 907년      | 908년           | 909년      | 910년      | 911년           |
| 간지(干支) | 정묘(丁卯) | 무진(戊辰)      | 기사(己巳) | 경오(庚午) | 신미(辛未)      |
| 전촉(前蜀) | -          | 무성(武成) 원년 | 2년        | 3년        | 영평(永平) 원년 |
| 오월(吳越) | -          | 천보(天寶) 원년 | 2년        | 3년        | 4년             |

## 동시대 연호

### 한국
후고구려(後高句麗)
- 성책(聖冊) (905년 ~ 910년)
- 수덕만세(水德萬歲) (911년 ~ 914년)

후백제(後百濟)
- 정개(正開) (900년 ~ 936년)

### 중국
전촉(前蜀)
- 무성(武成) (908년 ~ 910년)
- 영평(永平) (911년 ~ 915년)

오월(吳越)
- 천보(天寶) (908년 ~ 912년)

대장화(大長和)
- 안국(安國) (902년 ~ 909년)
- 효치(孝治) (910년)
- 시원(始元) (911년 ~ 914년)

### 일본
- 엔기(延喜) (901년 ~ 923년)

## 같이 보기
- 중국의 연호 목록